# Nueva Italia de Ruiz
Nueva Italia de Ruiz är en ort i Mexiko.   Den ligger i kommunen Múgica och delstaten Michoacán de Ocampo, i den södra delen av landet, 300 km väster om huvudstaden Mexico City. Nueva Italia de Ruiz ligger 416 meter över havet och antalet invånare är 31 424.
Terrängen runt Nueva Italia de Ruiz är platt åt sydväst, men åt nordost är den kuperad. Terrängen runt Nueva Italia de Ruiz sluttar söderut. Runt Nueva Italia de Ruiz är det glesbefolkat, med 16 invånare per kvadratkilometer. Nueva Italia de Ruiz är det största samhället i trakten. I omgivningarna runt Nueva Italia de Ruiz växer huvudsakligen savannskog.